# Dasypus kappleri
Tatou de Kappler
Pour les articles homonymes, voir Kappler.
Espèce
Statut de conservation UICN

 LC  : Préoccupation mineure
Le Tatou de Kappler, Dasypus  kappleri, est une espèce de tatous de la sous-famille des Dasypodinae. Il a été décrit pas Friedrich von Krauss en 1862.

## Description
Le Tatou de Kappler possède de petits éperons aux pattes arrière qui lui permettent de ramper facilement dans d'étroits tunnels. Menacés, ils peuvent émettre une odeur nauséabonde.

## Liste des sous-espèces
Selon Mammal Species of the World (version 3, 2005)  (3 mars 2012) :
- sous-espèce Dasypus kappleri kappleri
- sous-espèce Dasypus kappleri pastasae

## Répartition

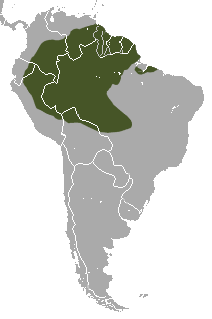
Répartition de l'espèce en Amérique du Sud.

Le Tatou de Kappler vit en Colombie, au Vénézuela, en Équateur, au Guyana, au Suriname, en Guyane française, au Pérou, en Bolivie et au Brésil.

## Reproduction
Une caractéristique remarquable des tatous à long museau réside dans leur mode de reproduction par la polyembryonie obligatoire, unique au sein des Vertébrés. Dans le phénomène de polyembryonie monozygotique, un ovule fécondé unique aboutit à la formation de plusieurs embryons par partition du blastocyste en plusieurs parties égales après son implantation dans l’utérus. Ce mode de reproduction particulier a été rapporté chez les quatre espèces du genre Dasypus où il a été recherché : Dasypus novemcinctus, Dasypus sabanicola, Dasypus kappleri, Dasypus hybridus.
Ainsi, Dasypus sabanicola donne systématiquement naissance à des quadruplés génétiquement identiques et Dasypus kappleri donne en général naissance à des jumeaux.
L’apparition de la reproduction par polyembryonie systématique chez les tatous est généralement interprétée comme une réponse physiologique imposée par la forme particulière de l’utérus de ces espèces, qui ne présente qu’un seul site d’implantation pour le blastocyste.